# J⇔M 殺手幼女
《J⇔M 殺手幼女》是大武政夫繪製的日本漫畫，2023年起連載於KADOKAWA旗下網路漫畫網站Harta Alternative。

## 劇情
一位在黑社會中令人畏懼的孤獨殺手——J。他過著硬派而危險的生活，但某天與一名女小學生惠意外撞頭後導致兩人的靈魂互換了。無奈之下，J以惠的身份回到她的家，並開始上學。然而，J發現惠在家裡和學校都沒有容身之處。雖然J迫切希望能回到自己的身體但由于惠在J的身體裡悠閒地享受新生活因此不願意互換。就在這對奇怪的組合努力適應新生活時，殺手的任務也接踵而至…

## 人物列表
以下聲優為TVCM版本。

### 主要角色
J（聲：津田健次郎）
本作主角之一。硬派職業殺手、孤兒。在下樓時沒注意而撞到惠導致墜樓並與其交換靈魂。
惠 / M（聲：本渡楓）
本作主角之一。头脑聪明的小學生。母親的嚴厲管控和學校的霸凌導致惠離家出走，也因此在樓梯口被J撞到導致墜樓並與其交換靈魂。

## 出版書籍
| 卷數 | KADOKAWA       | KADOKAWA               | 台灣角川      | 台灣角川               |
| 卷數 | 發售日期       | ISBN                   | 發售日期      | ISBN                   |
| ---- | -------------- | ---------------------- | ------------- | ---------------------- |
| 1    | 2023年10月14日 | ISBN 978-4-047-37652-6 | 2024年8月22日 | ISBN 978-6-264-00396-4 |
| 2    | 2024年2月15日  | ISBN 978-4-047-37653-3 |               |                        |
| 3    | 2024年7月12日  | ISBN 978-4-047-37940-4 |               |                        |
| 4    | 2024年12月13日 | ISBN 978-4-047-38100-1 |               |                        |

## 外部連結
- ComicWalker （页面存档备份，存于）（日語）